# Anselmo Silvestre
Anselmo Silvestre, (Sabinópolis, 1º. de junho de 1916 - Belo Horizonte, 30 de setembro de 2012) foi um pastor da Assembleia de Deus. Foi líder da igreja no estado de Minas Gerais por mais de 50 anos.

## História
Em 1930, aos 13 anos, Anselmo mudou-se para Belo Horizonte. Casou-se com Bernarda, com quem teve oito filhos: Ruth, Jeremias, Isaías, Oséias, Ezequias, Sulamita, Judith e Noemi. Sua conversão aconteceu em maio de 1939, em Belo Horizonte (MG), após sua esposa ser curada em um culto da Assembleia de Deus.
Em dezembro de 1939, foi batizado nas águas, pelo missionário sueco Algot Svensson, então pastor da Assembleia de Deus de Belo Horizonte, tendo já recebido o batismo com o Espírito Santo. Logo, começou a servir como porteiro da igreja.
Em 1940, Anselmo foi separado como diácono, e desenvolveu intenso trabalho evangelístico e pastoral no interior do Estado, em cidades designadas pelo missionário Svensson, tais como Corinto, Curvelo, Pirapora e Montes Claros. Muitas vezes, essas viagens eram custeadas por Anselmo, que, na época, trabalhava na Estrada de Ferro Central do Brasil. Quando estava para ser promovido, foi chamado para trabalhar em tempo integral na igreja. Em 1945, foi consagrado a evangelista, e em 1950, ao ministério pastoral. Pastor Anselmo Silvestre foi um grande auxiliar do missionário Svensson durante a construção do templo da Rua São Paulo, 1341, no centro da capital mineira, inaugurado em 13 de maio de 1956.
Em 1958, Svensson viajou com a família para a Suécia, onde veio a falecer em 5 de junho de 1959. Pastor Anselmo, então vice-presidente, foi eleito pelo ministério, por unanimidade, para pastorear a igreja. Quando assumiu a igreja, havia, na capital, apenas 1.300 membros e seis congregações. 
Em 1998 inaugurou um prédio de doze andares nos fundos do templo, para abrigar departamentos da igreja e o escritório da Convenção Estadual dos Ministros das Igrejas Evangélicas Assembleias de Deus no Brasil (COMADEMG).
Em 1964, começou a investir em missões, enviando um pastor para o campo missionário na Bolívia. Atualmente, a igreja mantém mais de 140 missionários em diversos países.
Anselmo ocupou cinco vezes a vice-presidência da Convenção Geral das Assembleias de Deus no Brasil (CGADB), em 1962-64, 1997-99, 1999-2001, 2001-03 e 2003-05, 2005-2006 além de outros cargos na Mesa Diretora e, como conselheiro, em órgãos da Convenção.
Em seu pastorado, a AD de Belo Horizonte hospedou duas assembleias gerais da CGADB (1981 e 1997). Era viúvo desde 31 de dezembro de 1986.
Em setembro de 2012, foi internado no hospital Vera Cruz, na região Oeste de Belo Horizonte, para tratamento. No dia 30 de setembro de 2012, por volta das 22 horas, faleceu, aos 96 anos de idade. Seu velório contou com a participação e homenagens de figuras importantes no cenário estadual, como o então governador Antonio Anastasia.